# Мирко Новосел
Мирко Новосел (Загреб, 30. јун 1938 — Загреб, 20. јул 2023) био је југословенски и хрватски кошаркаш и тренер.
Новосел је играо својевремено за загребачку Локомотиву, у којој је и започео тренерску каријеру. Цибону је предводио од 1967. до 1971. и од 1976. до 1988. и са којом је освојио 2 титуле првака Европе, 2 Купа купова, 3 првенства Југославије и 9 Купова Југославије. Селектор југословенске репрезентације био је у два наврата: од 1973. до 1976. и 1984. године. У то време Југославија је 2 пута била европски првак (1973. и 1975), једанпут европски (1971), светски (1974) и олимпијски (1976) вицешампион и једанпут је била трећа на Олимпијским играма (1984).
Мирко Новосел је проглашен 1985. за најбољег европског кошаркашког тренера.
Године 2000. био је у конкуренцији за улазак у Кошаркашку кућу славних, а поново је кандидован и примљен је 2007.
Преминуо је у Загребу 20. јула 2023. у 85. години живота.